# Jean-Pierre Grafé
Jean-Pierre Marie Jacques Grafé (ur. 31 marca 1932 w Liège, zm. 16 maja 2019 tamże) – belgijski polityk i prawnik, parlamentarzysta, minister ds. Walonii (1973–1974) i kultury francuskiej (1974) w rządzie federalnym, przewodniczący Rady Francuskiej Wspólnoty Belgii (1985–1988), minister w rządach lokalnych (1988–1992).

## Życiorys
Najmłodszy z trzech synów adwokata Jacques’a Grafé i Marie-Noël Ansiaux. Ukończył studia prawnicze na Uniwersytecie w Liège, w 1954 uzyskując stopień doktora. Praktykował jako adwokat, kierował także ogólnokrajowym i chrześcijańskim zrzeszeniem studentów prawa, wchodził w skład władz międzynarodowej młodzieżówki chadeckiej. Zasiadał w zarządach i radach nadzorczych różnych spółek komunalnych oraz organizacji kulturalnych.
Zaangażował się w działalność Partii Społeczno-Chrześcijańskiej. Pomiędzy 1958 a 1961 zatrudniony w gabinecie ministra Pierre’a Harmela. W latach 1958–2012 zasiadał w radzie miejskiej Liège, od 1968 do 1971 należał do miejskich władz wykonawczych. W latach 1971–1995 i 1999–2003 członek Izby Reprezentantów. Był jednocześnie oddelegowany do Rady Kulturowej (od 1980 Rady) Francuskiej Wspólnoty Belgii (1971–1995) i Rady Regionu Walońskiego (1980–1995); pełnił funkcję przewodniczącego pierwszego gremium w latach 1985–1988. Pomiędzy 1995 a 1999 zasiadał w radach regionalnych po wyborach bezpośrednich. Zajmował stanowiska federalnego ministra ds. Walonii (styczeń 1973–kwiecień 1974) i ministra ds. kultury francuskiej (kwiecień–czerwiec 1974). W rządzie Francuskiej Wspólnoty Belgii pełnił funkcję ministra szkolnictwa wyższego, badań naukowych i sportu (1988–1992, 1995–1996) oraz ds. stosunków zewnętrznych (1995–1996). Natomiast w rządzie Regionu Walońskiego odpowiadał za prace publiczne (1992–1995) oraz badania naukowe, rozwój techniczny, stosunki zewnętrzne i sport (1995–1996). W 1996 zrezygnował ze stanowisk w związku z oskarżeniami o pedofilię ze strony Oliviera Trusgnacha (innym oskarżanym przez niego politykiem był Elio Di Rupo). W 1998 został prawomocnie uniewinniony w tej sprawie.